# Championnats du monde de duathlon 2013
Navigation
Édition précédente Édition suivante
Les championnats du monde de duathlon 2013, vingt-quatrième édition des championnats du monde de duathlon, ont lieu les 26 et 27 juillet 2013 à Cali, en Colombie pour les épreuves juniors et U23 (espoir), et le 10 août 2013 à Ottawa, au Canada pour l’épreuve senior élite.

## Distances
| Course à pied | Cyclisme | Course à pied |
| ------------- | -------- | ------------- |
| 10            | 40       | 5             |

## Palmarès élite et distances
| Rang               | Athlète           | Temps           |
| ------------------ | ----------------- | --------------- |
| Médaille d'or      | Rob Woestenborghs | 1 h 44 min 39 s |
| Médaille d'argent  | Emilio Martin     | 1 h 44 min 23 s |
| Médaille de bronze | Benoit Nicolas    | 1 h 45 min 46 s |

| Rang               | Athlète        | Temps           |
| ------------------ | -------------- | --------------- |
| Médaille d'or      | Ai Ueda        | 1 h 57 min 59 s |
| Médaille d'argent  | Sandra Levenez | 1 h 58 min 54 s |
| Médaille de bronze | Jenny Schulz   | 2 h 1 min 4 s   |